# Can Vives de Rocacorba
Can Vives de Rocacorba és una masia de Canet d'Adri (Gironès) protegida com a bé cultural d'interès local.

## Descripció
La masia és de forma rectangular desenvolupada en planta baixa, pis superior i golfes. La coberta és de teula àrab a dues vessants, amcabada amb un ràfec format per una filera de rajols sobre llates de fusta. Les parets portants són fetes de pedra i morter de calç a les façanes exteriors, que deixen a la vista els carreus que emmarquen les obertures i les cantonades. La porta principal és adovellada d'arc de mig punt, a sobre de la qual s'hi conserva una finestra amb motius gòtics. Destacar que algunes de les finestres actualment estan tapiades. A la part posterior hi ha un cos adossat, segurament un antic porxo, el qual s'obre a la planta baixa amb un gran arc de mig punt. Les finestres són de punt rodó.